# 1760
Năm 1760 (số La Mã: MDCCLX) là một năm nhuận bắt đầu từ ngày thứ Ba trong lịch Gregory (hoặc một năm nhuận bắt đầu vào thứ Bảy của lịch Julius chậm hơn 11 ngày).

## Sự kiện
- 15 tháng 8: Nhà vua nước Phổ Friedrich II Đại Đế đánh tan tác quân Áo trong trận đánh tại Liegnitz (Silesia).